# ロケッツ (ダンス)

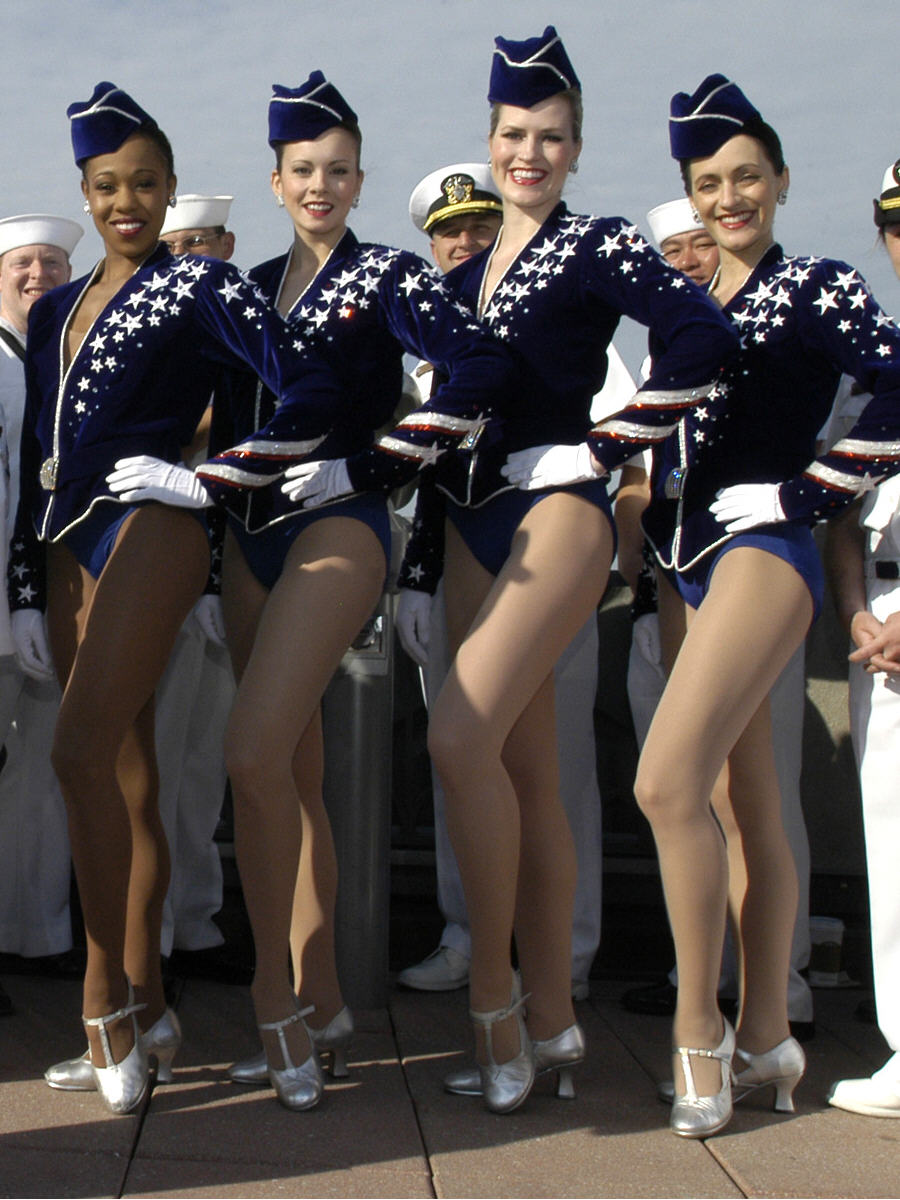
米海軍の水兵たちと

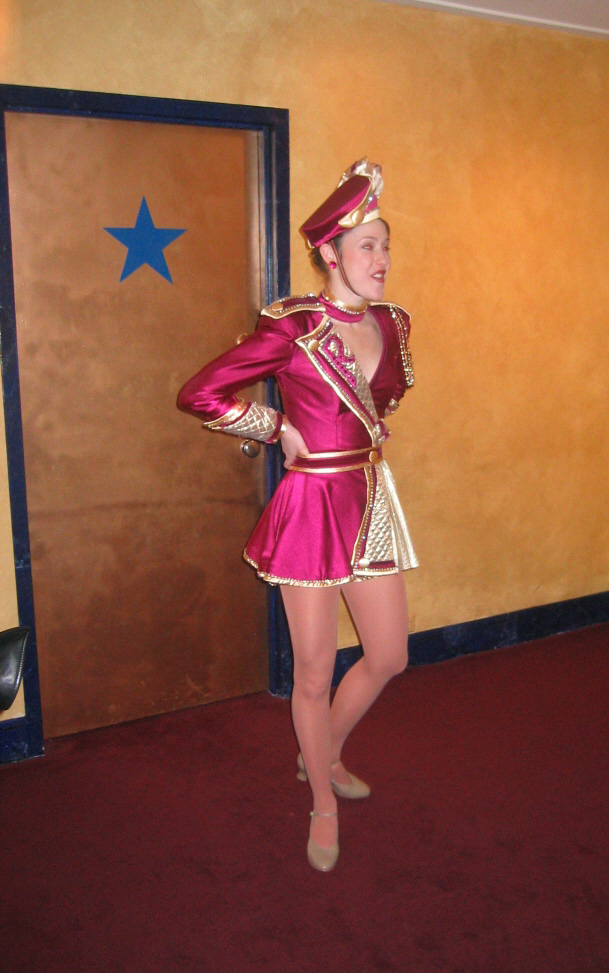
ラジオシティ・ミュージックホール内で

ザ・ロケッツ(The Rockettes) は、アメリカ合衆国ニューヨーク市マンハッタン区ロックフェラー・センターのラジオシティ・ミュージックホールを拠点とする有名なダンスカンパニー。ザ・ラジオシティ・ロケッツ(The Radio City Rockettes)とも呼ばれ、正確無比な動きのダンスで知られる。クリスマス・シーズンになると、ロケッツは毎日5公演を週7日無休でこなすという興行を77年間続けている。特に有名なのは、横一線に並んだ全員が完全に揃ったハイキックを目の高さまで蹴り上げるラインダンスで、これは各公演の最後に披露される。
この「ラジオシティ・クリスマス・スペクタキュラー (en)」の公演は、毎年ラジオシティ・ミュージックホールで行われるほか、北米各地の数多くの都市を巡業しており、アメリカ合衆国において年間200万人以上の観衆を集める最も人気のあるライブ・ショーのひとつである。
毎年ロケッツは、地元ニューヨークのメイシーズ・サンクスギヴィング・デイ・パレード (1957年から)と、デトロイトで行われるアメリカズ・サンクスギビング・パレードにも参加している。NBCロックフェラー・センターのクリスマス・ツリー点灯式でも、伝統としてロケッツのパフォーマンスが組み込まれている。

## 歴史
ロケッツは、1925年にセントルイスで、「ミズーリ・ロケッツ (Missouri Rockets)」として結成された。創設者のラッセル・マーカートは、1922年にブロードウェイの「ジーグフェルド・フォリーズ」で見た「the John Tiller Girls」(英国のダンス・グループ)にヒントを得て、「もし、もっと背が高くてもっと脚が長いアメリカ人の女の子たちに、複雑なタップダンスと目の高さのハイキックをさせることができたら...イチコロだ!」と確信した。
ミズーリ・ロケッツは、興行師サミュエル・ロキシー・ロサフェルによってニューヨークへ進出し、彼が所有していたロキシー・シアターに出演することとなり、名を「ロキシエッツ (Roxyettes)」と改めた。ロサフェルが、新たにラジオシティ・ミュージックホールを開場するためにロキシー・シアターを離れると、ロキシエッツもそれに従い、「ザ・ロケッツ (the Rockettes)」と改名した。1932年、ラジオシティ・ミュージックホールの杮落しの夜にもロケッツは出演している。1936年、ロケッツは、「パリ舞踏博覧会 (Paris Exposition de Dance)」でグランプリを獲得した。 
ロケッツは、長年米国バラエティーショー芸人組合に加盟しており、1967年には、ひと月に及ぶストライキに勝利している。
ロケッツは、1987年まで、アフリカ系アメリカ人をダンス・ラインの一員に加えることはなかった。アフリカ系アメリカ人を雇わないという方針は、ダンサーたちの外見が揃っている必要があるから、という理屈で正当化されていた。
1988年、第22回スーパーボウルのハーフタイム・ショーに登場したロケッツは、テレビを通じて1億5千万人の視聴者にダンスを披露した。2001年のジョージ・W・ブッシュ大統領の就任式では、リンカーン記念館前の階段を降りながら踊るパフォーマンスを見せた。

## ディスコグラフィ
1999年/2000年のシーズンの「ラジオシティ・クリスマス・スペクタキュラー」は同名のサウンドトラック盤が発売されており、ロケッツも参加した。これはロケッツの初レコーディングとなるが、定番の「くるみ割り人形」は入っていない。
2008年、ロケッツは「ザ・ラジオシティ・ロケッツ」として、初の単独名義でのセルフ・タイトル・アルバムをリリースした。内容はクリスマス・ソングのスタンダードを集めたものである。